# Sloučeniny vzácných plynů
Sloučeniny vzácných plynů jsou chemické sloučeniny, které obsahují prvek ze skupiny vzácných plynů, tj. 18. skupina periodické tabulky. Přestože vzácné plyny jsou obecně nereaktivní prvky, bylo pozorováno mnoho sloučenin, zejména s xenonem. Z hlediska chemie lze vzácné plyny rozdělit do dvou skupin: na jedné straně relativně reaktivní krypton (ionizační energie 14,0 eV), xenon (12,1 eV) a radon (10,7 eV) a na druhé straně velmi nereaktivní argon (15,8 eV), neon (21,6 eV) a helium (24,6 eV). V souladu s touto klasifikací tvoří krypton, xenon a radon sloučeniny, které lze izolovat při standardní teplotě a tlaku nebo při teplotách blízkým standardním (v zásadě alespoň u vysoce radioaktivního radonu), zatímco u argonu, neonu a helia bylo spektroskopickými technikami pozorováno, že tvoří skutečné chemické vazby, ale pouze při zmrazení do matrice vzácného plynu při teplotách 40 K nebo nižších, v nadzvukových proudech vzácného plynu nebo za extrémně vysokých tlaků s kovy.
Těžší vzácné plyny mají více elektronových obalů než lehčí vzácné plyny. Vnější elektrony proto podléhají stínicímu efektu vnitřních elektronů, což usnadňuje jejich ionizaci, protože jsou méně silně přitahovány ke kladně nabitému jádru. To má za následek dostatečně nízkou ionizační energii, která umožňuje tvorbu stabilních sloučenin s vysoce elektronegativními prvky, fluorem a kyslíkem, a za určitých okolností dokonce i s méně elektronegativními prvky, jako je dusík a uhlík.

## Historie a pozadí
Když byla na konci 19. století poprvé identifikována skupina vzácných plynů, nebylo u žádného z nich pozorováno, že by tvořil sloučeniny, a zpočátku se mělo za to, že jde o inertní plyny (jak se jim tehdy říkalo), které nemohou tvořit sloučeniny. S rozvojem atomové teorie na počátku 20. století byla jejich inertnost přisuzována plné valenční vrstvě, díky čemuž jsou chemicky velmi stabilní a nereaktivní. Jejich vysoká ionizační energie a téměř nulová elektronová afinita vysvětlují jejich nereaktivnost.
V roce 1933 Linus Pauling předpověděl, že těžší vzácné plyny budou schopny tvořit sloučeniny s fluorem a kyslíkem. Konkrétně předpověděl existenci fluoridu kryptonového (KrF6) a fluoridu xenonového (XeF6), a vyslovil domněnku, že fluorid xenoničelý (XeF8) by mohl existovat jako nestabilní sloučenina.  Tyto předpovědi se ukázaly jako poměrně přesné, i když následné předpovědi pro XeF8 naznačovaly, že bude nejen termodynamicky, ale i kineticky nestabilní.
Do roku 1960 nebyla syntetizována žádná sloučenina s kovalentně vázaným atomem vzácného plynu. První zprávu o sloučenině vzácného plynu podal v červnu 1962 Neil Bartlett, který si všiml, že vysoce oxidující sloučenina fluorid platinový (PtF6) ionizuje O2 na O +
2 . Protože ionizační energie O2 na O +
2  (1165 kJ·mol−1) je téměř stejná jako ionizační energie Xe na Xe+ (1170 kJ·mol−1), vyzkoušel reakci xenonu s fluoridem platinovým. Vznikl krystalický produkt, hexafluoroplatičnan xenonný, jehož vzorec byl navržen jako Xe+[PtF6]−. Později se ukázalo, že sloučenina je ve skutečnosti složitější a obsahuje jak XeFPtF5, tak XeFPt2F11. Přesto se jednalo o první skutečnou sloučeninu jakéhokoli vzácného plynu.
První binární sloučeniny vzácných plynů byly ohlášeny později v roce 1962. Bartlett syntetizoval fluorid xenoničitý (XeF4) působením vysoké teploty na směs xenonu a fluoru. Rudolf Hoppe mimo jiné syntetizoval fluorid xenonatý.
Po první úspěšné syntéze sloučenin xenonu byla v roce 1963 oznámena syntéza fluoridu kryptonatého (KrF2).

## Pravé sloučeniny vzácných plynů
V této části jsou neradioaktivní vzácné plyny posuzovány v sestupném pořadí podle relativní atomové hmotnosti, což obecně odráží prioritu jejich objevu a rozsah dostupných informací o těchto sloučeninách. Radioaktivní prvky radon a oganesson se studují obtížněji a jsou na konci této části.

### Sloučeniny xenonu
Po počátečních studiích XeF4 a XeF2 z roku 1962 byly syntetizovány další sloučeniny xenonu, jako jsou fluoridy (XeF6), oxyfluoridy (XeOF2, XeOF4, XeO2F2, XeO3F2, XeO2F4) a oxidy (XeO2, XeO3 a XeO4).
Sloučenina Xe2+Sb4F21− obsahuje vazbu Xe–Xe, která je nejdelší známou vazbou prvek-prvek (308,71 pm = 3,0871 Å).

### Sloučeniny kryptonu
Plynný krypton reaguje s fluorem za extrémních podmínek za vzniku KrF2:
Kr + F2 → KrF2
KrF2 reaguje se silnými Lewisovými kyselinami za vzniku solí KrF+ a Kr2F +
3 . Příprava KrF4, kterou v roce 1963 oznámil Grosse Claasenovou metodou, se následně ukázala jako chybná.
Byly popsány také sloučeniny kryptonu s jinými vazbami než Kr-F. KrF2 reaguje s B(OTeF5)3 za vzniku nestabilní sloučeniny Kr(OTeF5)2 s vazbou krypton-kyslík. Vazba krypton-dusík se nachází v kationu [HC≡N–Kr–F]+, který vzniká reakcí KrF2 s [HC≡NH]+[AsF−6] pod −50 °C.

### Sloučeniny argonu
Objev HArF byl oznámen v roce 2000. Sloučenina může existovat v nízkoteplotních argonových matricích pro experimentální studie a byla také studována výpočetně. Hydridový ion argonu ArH+ byl získán v 70. letech 20. století. Tento molekulární iont byl také identifikován v Krabí mlhovině na základě frekvence jeho světelných emisí.
Existuje možnost, že by bylo možné připravit pevnou sůl ArF+ s anionty SbF−6 nebo AuF−6.

### Sloučeniny neonu a helia
Ionty Ne+, (NeAr)+, (NeH)+ a (HeNe+) jsou známy z optických a hmotnostně spektrometrických studií. Neon také tvoří nestabilní hydrát. Existují empirické a teoretické důkazy o několika metastabilních sloučeninách helia, které mohou existovat při velmi nízkých teplotách nebo extrémních tlacích. Stabilní kation HeH+ byl popsán v roce 1925, ale nebyl považován za skutečnou. V roce 2016 vědci vytvořili sloučeninu helia helid sodný (Na2He), která byla první objevenou sloučeninou helia.

### Sloučeniny radonu a oganessonu
Radon není chemicky inertní, ale jeho krátký poločas rozpadu (3,8 dne pro 222Rn) a vysoká energie jeho radioaktivity ztěžují zkoumání jeho jediného fluoridu (RnF2), jeho uváděného oxidu (RnO3) a jeho chemických produktů.
Všechny známé izotopy oganessonu mají ještě kratší poločasy rozpadu v řádu milisekund a dosud nejsou známy žádné sloučeniny, i když některé byly teoreticky předpovězeny. Očekává se, že bude ještě reaktivnější než radon, chemicky se bude podobat spíše normálnímu prvku než vzácnému plynu.

## Zprávy před hexafluoroplatičnanem xenonným a fluoridem xenoničitým

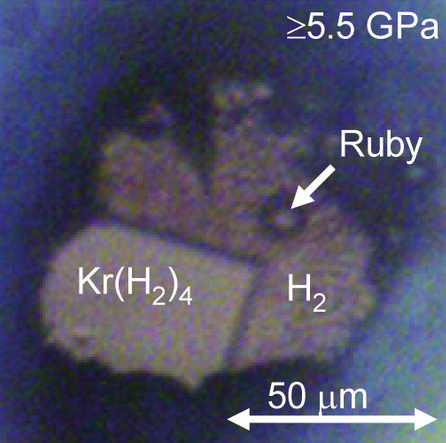
Kr(H_{2})_{4} a H_{2} vytvořené v diamantové kovadlině. Pro měření tlaku byl přidán rubín.

### Klatráty
Před rokem 1962 byly jedinými izolovanými sloučeninami vzácných plynů klatráty (včetně klatrátových hydrátů); ostatní sloučeniny, jako např. komplexní sloučeniny, byly pozorovány pouze spektroskopicky. Klatráty jsou sloučeniny vzácných plynů, v nichž jsou zachyceny v dutinách krystalových mřížek některých organických a anorganických látek. Základní podmínkou pro jejich vznik je, aby atomy vzácných plynů měly vhodnou velikost, aby se vešly do dutin hostitelské krystalové mřížky; například argon, krypton a xenon mohou tvořit klatráty s krystalickým β-chinolem, ale helium a neon se do něj nevejdou, protože jsou příliš malé. Stejně tak se krypton a xenon mohou objevit v krystalech melanoflogitu.

### Hydráty
Hydráty vznikají stlačením vzácných plynů ve vodě, přičemž se předpokládá, že molekula vody, silný dipól, indukuje slabý dipól v atomech vzácných plynů, což vede k dipól-dipólové interakci. Těžší atomy jsou ovlivňovány více než menší, a proto se uvádí, že nejstabilnějším hydrátem je Xe•5.75 H2O; jeho teplota tání je 24 °C. Byla připravena i deuterovaná verze tohoto hydrátu.

## Fullerenové adukty
Vzácné plyny mohou také tvořit endoedrické fullerenové sloučeniny, kde je atom vzácného plynu uvězněn uvnitř molekuly fullerenu. V roce 1993 bylo zjištěno, že při vystavení C60 tlaku helia nebo neonu kolem 3 barů vznikají komplexy He@C60 a Ne@C60. Byly také získány endoedrické komplexy s argonem, kryptonem a xenonem a četné adukty He@C60.

## Využití

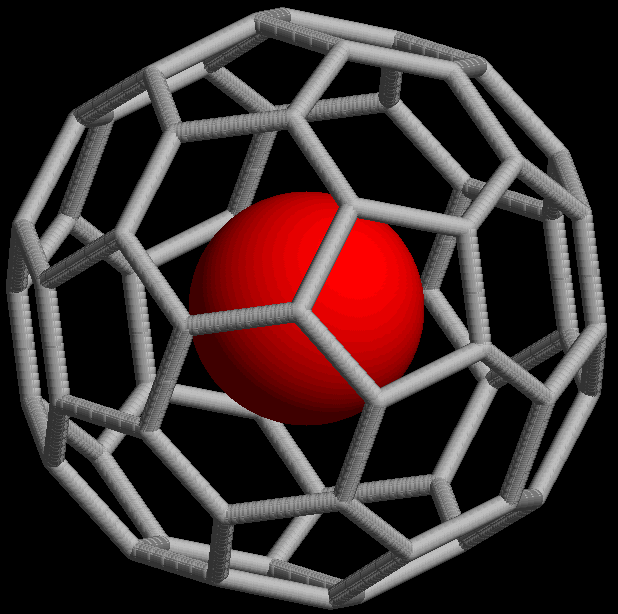
Struktura endohedrálního derivátu buckminsterfullerenu, obsahujícího atom vzácného plynu uvnitř klece

Většina sloučenin vzácných plynů se používá buď jako oxidační činidla, nebo jako prostředek k uchovávání vzácných plynů v husté formě. Kyselina xenonová je cenným oxidačním činidlem, protože nemá potenciál vnášet nečistoty - xenon se jednoduše uvolňuje jako plyn - a v tomto ohledu jí tedy konkuruje pouze ozon. Oxidační činidla na bázi xenonu se také používají k syntéze karbokationů stabilních při pokojové teplotě, v SO2ClF.
Stabilní soli xenonu obsahující velmi vysoký hmotnostní podíl fluoru (např. NF4XeF7 či (NF4)2XeF8) byly vyvinuty jako vysoce energetické oxidační činidlo pro použití jako pohonná hmota v raketách.
Fluoridy xenonu jsou dobrými fluorizačními činidly.
Klatráty byly použity k separaci helia a neonu od argonu, kryptonu a xenonu a také k přepravě argonu, kryptonu a xenonu (např. radioaktivní izotopy kryptonu a xenonu se obtížně skladují a likvidují a se sloučeninami těchto prvků lze manipulovat snadněji než s plynnými formami).